# Дрон-перехоплювач
Дрон-перехоплювач (також БПЛА-перехоплювач, зенітний дрон тощо) — різновид військових безпілотних літальних апаратів (БПЛА), призначений для знищення повітряних цілей, тобто, застосування в протиповітряній обороні (ППО). Зазвичай перехоплювачами є FPV-дрони, як квадрокоптери, так і апарати літакового типу.

## Історія
2021 року турецька компанія Transvaro представила дрон-перехоплювач Fedai, призначений для перехоплення інших БПЛА.
Уперше українські розробники представили проєкт безпілотника-перехоплювача під назвою Fowler («Птахолов») ще у жовтні 2022 року. Однак він мав досить скромні характеристики та міг перехоплювати цілі на висоті до 1000 м та дальності до 1500 м. Тому був орієнтований радше на перехоплення комерційних дронів типу Mavic, аніж на перехоплення розвідувальних безпілотників. Однак широкого застосування цей дрон не набув.
У лютому 2024 року бійці підрозділу безпілотних ударних комплексів «Аякс» 126 ОБрТрО за допомогою FPV-дрона збили російський дрон-камікадзе літакового типу, що стало першим відомим подібним випадком, а на червень 2024 року ця практика набула поширення серед українських військових. Відомо про збиття щонайменше одного БПЛА «Орлан», двох ZALA 421-16E та одного «Ланцета». В червні 2024 року було показано збиття російського розвідувального квадрокоптера Autel. У липні 2024 року Сергій Флеш розповів, що збиття відбувались по кілька випадків на день. Для цього ворожі дрони пеленгували аналізаторами спектру TinySa Ultra.
Крім того, на початку квітня 2024 року український оборонний кластер Brave1 оголосив про пошук розробників для створення перехоплювача розвідувальних безпілотників ZALA, «Орлан», SuperCam, що становили велику загрозу Силам оборони України. Вимогою була можливість ураження цілей на швидкості 100—150 км/год і висоті 1500 м.
У 2024 році було зафіксовано кілька випадків ураження FPV-дронами російських гелікоптерів. Вперше це сталось 6 серпня, під час боїв у Курській області, коли безпілотник СБУ підбив Мі-28, екіпаж зміг посадити гелікоптер. 9 серпня було оприлюднено відео ураження Мі-8, а 7 листопада, за допомогою FPV-дрона, на передньому краї оборони було збито ворожий вертоліт Ка-52, загинув один член екіпажу (командира вертольота), штурману — вдалося вижити.
6 серпня блогер і волонтер Сергій Стерненко оголосив про початок ініціативи «Небесний русоріз», що мав на меті зібрати 70 млн гривень на 2500 дронів-перехоплювачів. 8 серпня фонд «Повернись живим» розпочав безстроковий збір «Дронопад» з початковою метою збити 1000 розвідників; станом на 11 грудня 2024 року фонд заявляв про акумулювання близько 161 млн гривень на цей збір.
У вересні 2024 року у Харківській області зафіксоване перше збиття російського розвідувального БПЛА «Орлан-10» на висоті понад 3600 м.

## Конструкція
Україна застосовує дрони-перехоплювачі різних моделей і конструкцій. У вересні 2024 року видання Bild повідомило, що Україна передбачала три етапи розвитку дронів-перехоплювачів: 1) квадрокоптери-камікадзе; 2) камікадзе літакового типу; 3) перехоплювачі дронів типу «Shahed». Третій етап було передбачено на 2025 рік.
FPV-квадрокоптери довели свою ефективність проти безпілотників, однак вони мають достатньо невеликий радіус дії, натомість «крила» здатні літати на значно більшу віддаль. Наприклад, відомо про перехоплювач літакового типу від компанії Besomar та про реактивний перехоплювач Bullet. Відомо про розроблення перехоплювача «шахедів» під назвою Sting.
З березня 2025 відомо про застосування українськими військовими зенітних дронів, обладнаних засобами РЕБ і здатними придушувати керування ворожих безпілотників.

## Протидія
Станом на березень 2025 року росіяни намагались застосовувати проти перехоплювачів камуфляж, камери заднього виду з автоматичним маневруванням тощо, однак ефективність цих заходів під сумнівом. Крім того, росіяни намагались маскувати свої дрони за допомогою українських розпізнавальних знаків.

## Ефективність
Збиття навіть малих безпілотників типу DJI Mavic є вигідним навіть за умови самознищення дрона-перехоплювача при атаці, оскільки вартість одного FPV-дрона в декілька разів нижча. У порівнянні з зенітними ракетами, FPV-дрони є значно дешевшими та можуть патрулювати територію, а в перспективі можуть стати й багаторазовими засобами ураження.
OSINT-дослідження на сайті «Мілітарний» зафіксувало станом на листопад 2024 року 870 унікальних збиттів українськими FPV-дронами, з яких 850 розвідувальні та 20 — ударні. Дослідження показало багатократне зростання таких збиттів у серпні й зафіксувало 53 підрозділи, що застосовували такий метод. Аналогічне дослідження наприкінці березня 2025 року показало збиття 2396 розвідувальних і 121 ударного. Така різниця між категоріями може бути зумовлена тим, що ударні дрони літають на менших висотах, гірше виявляються радарами та можуть летіти в режимі радіомовчанки.